# Крупя-Вулька
Крупя-Вулька (пол. Krupia Wólka) — село в Польщі, у гміні Пражмув Пясечинського повіту Мазовецького воєводства.
Населення — 414 осіб (2011).
У 1975-1998 роках село належало до Варшавського воєводства.

## Демографія
Демографічна структура станом на 31 березня 2011 року:
|          | Загалом | Допрацездатний вік | Працездатний вік | Постпрацездатний вік |
| -------- | ------- | ------------------ | ---------------- | -------------------- |
| Чоловіки | 202     | 57                 | 128              | 17                   |
| Жінки    | 212     | 51                 | 131              | 30                   |
| Разом    | 414     | 108                | 259              | 47                   |